# Pellaea
Pellaea é um género de pteridófitos pertencente à subfamília Cheilanthoideae da família Pteridaceae. O nome genérico deriva da palavra grega πελλος (pellos), que significa "escuro", e refere-se aos caules castanhos. Com distribuição natural alargada nas regiões tropicais e subtropicais, especialmente na região andina, as espécies pertencentes a este géneros ocorrem principalmente em habitats rochosos, incluindo desfiladeiros rochosos húmidos, encostas rochosas e falésias.

## Descrição
Estes fetos têm tipicamente rizomas rastejantes e folhas compostas pinadas a bipinadas sem escamas proeminentes ou tricomas nas lâminas foliares. Como a maioria dos membros da família Pteridaceae, apresentam soros marginais protegidos por um falso indúsio formado a partir da margem reflexa da fronde.
A distinção do género Pellaea do tipicamente mais peludo ou escamoso género Cheilanthes tem-se revelado difícil, com alguns membros de afinidade incerta, listados por diferentes autores em ambos os géneros. Além disso, Pellaea contém um número de secções que podem justificar o estatuto genérico, uma vez que parecem representar convergência em fenótipos relacionados com habitats áridos, em vez de semelhança devido a descendência comum. Estas secções são:
- Pellaea secção Pellaea: inclui a maioria dos membros americanos do género, bem como um único membro africano (P. rufa);
- Pellaea secção Platyloma: inclui as espécies da Austrália e da Nova Zelândia;
- Pellaea secção Holcochlaena: inclui as espécies africanas.

O género Ormopteris, há muito combinado com Pellaea como uma secção, foi novamente reconhecido como um género separado em 2015.
A maioria dos membros do género não é geralmente utilizada para qualquer fim comercial, embora várias espécies (nomeadamente P. rotundifolia e P. falcata da secção Platyloma) sejam cultivadas como plantas de interior.
Os fetos deste género são mais abundantes e diversificados no sudoeste dos Estados Unidos, a sul da América do Sul, nos Andes América do Sul, África central e meridional, e da Austrália oriental à Nova Zelândia.

## Espécies
A Checklist of Ferns and Lycophytes of the World reconhece (2021) as seguintes espécies de Pellaea:
- Pellaea ambigua (Fée) Baker (Colômbia)
- Pellaea andromedifolia (Kaulf.) Fée – (USA, México)
- Pellaea angolensis Schelpe (Angola)
- Pellaea angulosa (Bory ex Willd.) Baker (Sueste da África)
- Pellaea atropurpurea (L.) Link – (USA, Canadá, México, Guatemala)
- Pellaea boivinii Hook. (Sueste da África, Sri Lanka, Sul da Índia)
- Pellaea brachyptera (T.Moore) Baker – (USA)
- Pellaea breweri D.C.Eaton – (USA)
- Pellaea bridgesii Hook. – (USA)
- Pellaea calidirupium Brownsey & Lovis – (Nova Zelândia, Austrália)
- Pellaea calomelanos (Sw.) Link (Espanha, África, China, Norte da Índia, Paquistão, Nepal)
- Pellaea cordifolia (Sessé & Moc.) A.R.Sm. – (USA, México)
- Pellaea doniana (J.Sm.) Hook. (África)
- Pellaea dura (Willd.) Bake (África)
- Pellaea falcata (R.Br.) Fée – (Austrália, Nova Zelândia, sul da Índia, Sri Lanka, Sueste Asiático, Nova Caledónia)
- Pellaea gastonyi Windham – (USA, Canadá)
- Pellaea glabella Mett. ex Kuh – (USA, Canadá)
- Pellaea × glaciogena W.H.Wagner – P. bridgesii × P. mucronata (USA)
- Pellaea glauca (Cav.) J.Sm. (Argentina, Chile)
- Pellaea intermedia Mett. ex Kuhn – (USA, México)
- Pellaea leucomelas (Mett. ex Kuhn) Baker (África do Sul)
- Pellaea longipilosa Bonap. (República Democrática do Congo, África Oriental, Sul da Índia)
- Pellaea lyngholmii Windham –  (USA)
- Pellaea mucronata (D.C.Eaton) D.C.Eaton – (USA)
- Pellaea muelleri (Hook.) A.R.Field (Austrália)
- Pellaea myrtillifolia Mett. ex Kuhn (Chile)
- Pellaea nana (Hook.) Bostock – (Austrália)
- Pellaea notabilis Maxon (México)
- Pellaea oaxacana Mickel & Beitel (México)
- Pellaea ovata (Desv.) Weath. – (USA, México, noroeste da América do Sul)
- Pellaea paradoxa (R.Br.) Hook. (Austrália)
- Pellaea pectiniformis Baker (África Central, Sueste da África)
- Pellaea pringlei Davenp. (México)
- Pellaea prolifera Schelpe (R. do Congo)
- Pellaea pteroides (L.) Prantl (África do Sul)
- Pellaea regnelliana (Mett.) Prantl (Brasil)
- Pellaea reynoldsii (F.Muell.) A.R.Field (Austrália)
- Pellaea ribae A.Mend. & Windham (México)
- Pellaea rotundifolia (G.Forst.) Hook. – (Nova Zelândia)
- Pellaea rufa A.F.Tryon (África do Sul)
- Pellaea sagittata (Cav.) Link (USA, Guatemala, México, estados andinos)
- Pellaea schippersii Verdc. (Quénia, Tanzânia)
- Pellaea striata (Desv.) C.Chr. (Madagáscar)
- Pellaea ternifolia (Cav.) Link (USA, México, América Central, oeste da América do Sul, Hispaniola)
- Pellaea timorensis Alderw. (Sueste Asiático)
- Pellaea tomentosa Bonap. (Madagáscar)
- Pellaea tripinnata Baker (Madagáscar)
- Pellaea truncata Goodd. – (USA, México)
- Pellaea villosa (Windham) Windham & Yatsk. (USA, México)
- Pellaea viridis (Forssk.) Prantl –  (África, Yemen, Índia, ilhas do Pacífico)
- Pellaea wrightiana Hook. (USA, México)
- Pellaea zygophylla (Riddell) P.J.Alexander (USA)